# 永正の錯乱
永正の錯乱（えいしょうのさくらん）は、永正4年（1507年）に室町幕府管領細川政元が暗殺されたことを発端とする、管領細川氏（細川京兆家）の家督継承をめぐる内訌である。背景には京兆家を支えてきた内衆などの畿内の勢力と政元の養子の一人細川澄元を擁する阿波の三好氏などとの対立があり、これに将軍足利義澄に対抗して復権を目指す前将軍足利義稙の動きも絡んでいた。複雑な情勢の推移を経て、政元の暗殺から1年後には畿内勢が支持する別の養子細川高国が家督に就き足利義稙が将軍に返り咲いたが、これに逐われた足利義澄・細川澄元・三好氏の勢力も巻き返しを図り、畿内において長期にわたって抗争が繰り返された（両細川の乱）。

## 経緯

### 細川政元の3人の養子
明応2年（1493年）、第27代室町幕府管領職に就いていた細川政元は第10代将軍・足利義材（後に義尹、さらに義稙と改名）を廃立して当時少年だった足利義高（後に義澄と改名）を11代将軍に擁立した（明応の政変）。専制権力を樹立した政元であったが、女人禁制である修験道の修行をしていたために実子はおらず、兄弟もいなかったため細川京兆家には政元の後継者がなく、関白・九条政基の末子の澄之、細川一門の阿波守護家から澄元、さらに京兆家の分家の野州家から高国の3人を迎えて養子にしたため、分裂抗争の芽を胚胎することとなった。応仁の乱で諸大名家が跡継ぎ争いを起こし弱体化を招く中、細川家では勝元の後継者に養子の勝之を推す動きは一部であったものの、勝元の実子である政元が嫡男として継承することでまとまっており、その結果政元の時代には細川家は幕府の中での地位をより強固にすることができた。しかしその政元に血縁の近しい後継者がおらず、ここにきて他大名家よりも一代遅れで京兆家にも跡継ぎ争いが発生するに至ったのである。
永正3年（1506年）、摂津守護となった澄元が実家の阿波勢を率いて入京し、その家宰三好之長が政元に軍事面で重用されるようになると、これまで政元政権を支えてきた「内衆」とよばれる京兆家重臣（主に畿内有力国人層）と、阿波勢との対立が深まる。

### 政元暗殺（細川殿の変）
永正4年（1507年）6月23日、修験道に凝って天狗の扮装をしたり、突然旅に出てしまうなど、たびたび奇行のあった細川政元は、魔法を修する準備として邸内の湯屋に入ったところを、細川澄之を擁する内衆の薬師寺長忠・香西元長・竹田孫七らに唆された祐筆の戸倉氏によって殺害された（細川殿の変）。さらに翌日、長忠らは細川澄元・三好之長の屋敷に攻め寄せ、澄元らを近江に敗走させ、主君として澄之を迎えて細川京兆家の家督を継がせた。同月26日には、政元の命令を受けて丹後の一色義有を攻めていた赤沢朝経が軍を京都に撤退させようとしたが、一色義有や丹後の国人・石川直経らの反撃を受け、自害に追い込まれた（養子の長経は逃げ延び、澄元の配下になる）。
しかしもう1人の養子・細川高国は、一族の摂津分郡守護細川政賢や淡路守護細川尚春、河内守護畠山義英と語らい、政元の後継者を澄元とすることで合意をみた。なお、高国については政元の存命中に養子縁組が解消され実家の野州家を継承しており、政元の後継候補の養子は澄之澄元2人だけだったという説もある。
7月28日、薬師寺元一（弟・長忠に滅ぼされている）の子・万徳丸が長忠の居城茨木城を攻め落した。翌29日、細川高国らは香西元長の居城嵐山城を攻め落とした。そして8月1日、逃亡先の近江甲賀郡の国人らを味方に引き入れ急ぎ京に戻った三好之長が、細川澄之の最後の砦となっていた遊初軒を高国勢とともに一気に攻め落したため澄之は自害し、澄之派は滅んだ。翌2日、細川澄元が将軍義澄に拝謁し、細川京兆家の家督を継いだ。
澄之派と澄元及び高国の一連の戦いは、当初細川京兆家の家督争いであると考えられていた。しかし、澄之の烏帽子親を務めた細川政賢や細川尚春など、細川一門の人間はみな澄元方として参戦していることから、家督争いというより、「細川氏とその家臣の対立」であったと考えられる。

### 澄元と高国の対立
明応の政変で将軍職を追われていた前将軍足利義尹は、明応8年（1499年）に西国一の大名である周防の大内義興を頼り以来その元にあったが政元暗殺後、幕府はその動向を恐れて永正4年（1507年）閏6月、義興追討の綸旨を得て安芸・石見の国人らに義興追討を命じた。しかし同年末、大内義興は義尹を擁して周辺国にも参加を呼び掛けて上洛軍を起こし、軍勢を率いて山口を発すると、備後国の鞆で年を越しつつ入京の時期をうかがった。
この頃、三好之長の専横に反発する畿内の勢力は細川高国の元に結集していた。澄元は大内義興と和議を結ぶための交渉に高国を差し向けようとしたが、逆に高国は伊賀に出奔、義尹・義興と結び、摂津の伊丹元扶や丹波の内藤貞正らの畿内周辺の国人を味方につけた。
永正5年（1508年）4月、澄元や11代将軍足利義澄は相次いで近江に逃れ、高国が入京した。4月末、義尹・義興は和泉国堺に到着、出迎えた高国が京兆家の家督を継いだ。6月、前将軍義尹は堺から京に入り、再び将軍となった。高国は細川家の家督を象徴する右京大夫となり、大内義興は左京大夫・管領代・山城守護となった。
この1年の間に、細川京兆家の家督は政元から澄之、澄元、高国とめまぐるしく入れ替わった。なお、近年の研究では管領職の政治的な権限が喪失されていたために、細川京兆家の家督を継いでも管領に就任することはなくなり、政元が明応3年（1494年）に辞任した後はずっと空席の状態であったと考えられている（政元・高国は将軍の元服などの重要な儀式の際に管領が任じられているが、いずれも儀式が終わると直ちに辞任している。細川京兆家の家督と管領職を同時に継承したとするのは、江戸時代に書かれた軍記物に由来し、当時の一次史料による裏付けは全く無いものである）。

## 両細川の乱

### 概要
両細川の乱（りょうほそかわのらん）は、永正の錯乱を契機に勃発した、細川京兆家の家督および室町幕府将軍の座を巡る内戦である。細川高国・大内義興・畿内の反三好勢力と、細川澄元・その子晴元・三好氏ら阿波勢との間で20年以上にわたって抗争が続いた。
この抗争は足利将軍家を巻き込んで泥沼に突入していった。当初、京を抑えた高国方は足利義尹を、対する澄元方は足利義澄を擁立していた。しかし義澄の死後、高国が澄元方に大敗すると、義尹は澄元方に通じる。高国は義尹を追放し、新たな将軍として義澄の子・義晴を擁立した。一方、澄元の後継者・晴元は堺公方・足利義維を擁立して高国に対抗。晴元・義維陣営は高国・義晴陣営を破ったものの、義晴との和睦などを巡って内部対立が激化し、天文の錯乱が勃発することになった。

### 高国政権
永正6年（1509年）6月、細川澄元・三好之長が再起を図って京都侵攻を企てるが、細川高国・大内義興によって撃退され（如意ヶ嶽の戦い）、阿波に逃亡。之長の子・三好長秀は伊勢に敗走したが、北畠材親に攻められ自害する。さらに高国らは近江に侵攻した（岡山城の戦い）。

### 澄元の巻き返しと船岡山合戦
永正7年（1510年）、高国らは近江に再度侵攻したが、澄元方を支持する国人の反抗もあって大敗した。翌年、澄元方は二手に分かれて阿波から本州に上陸した。堺から上陸した細川政賢・元常の軍は高国方の摂津国人衆に勝利（深井の合戦）、兵庫から上陸した細川尚春の軍も播磨・備前守護赤松義村と連携して高国家臣・瓦林正頼を破り（芦屋河原の合戦）、合流して京に侵攻した。高国・義興は劣勢に追い込まれ、将軍足利義稙（義尹から改名）を擁して丹波に一旦撤退することを余儀なくされた。京都を奪回した澄元方であったが、高国方は次第に勢力を盛り返し、京に迫りつつあった。そのような状況下で、澄元方の擁する前将軍義澄が病死する。さらに、義澄の庇護者だった六角高頼が高国方に寝返った為、勢いに乗った高国・義興軍は船岡山合戦に勝利した。細川政賢は自害し、澄元は阿波に撤退する。

### 三好之長の進撃
永正14年（1517年）、澄元方の三好之長は淡路水軍を掌握するため淡路に侵攻し、高国方に寝返っていた淡路守護細川尚春は和泉の堺に逃亡した。翌年、出雲の尼子氏や安芸の武田氏などが不穏な動きを見せ、麾下の国人の離反も相次いだため、約10年在京し、高国政権を支えていた大内義興が周防に帰国し、高国は最大の軍事力を失った。永正16年（1519年）5月、細川尚春は澄元に降るが、之長に殺害される。同年11月、澄元・之長らが摂津国兵庫に上陸、瓦林正頼（別名：河原林政頼）の越水城を落とす（越水城の合戦）。永正17年（1520年）2月、高国が摂津で澄元・之長に敗れ、将軍義稙は高国を見限り、澄元側に通じる。

### 高国の復権と澄元の死
高国は近江坂本に逃走するが、近江の六角定頼・京極高清、丹波の内藤貞正らの支援を得て5月、京に侵攻し、澄元・之長を破る（等持院の戦い）。之長は高国に拝謁し助命を請うが、細川尚春の養子・彦四郎の要求で自害に追い込まれる。また、澄元を摂津に追放する。6月、澄元は阿波勝瑞城で病死。永正18年（1521年）3月、高国は対立した将軍義稙を追放し、新たに足利義晴（義澄の子）を12代将軍として擁立した。大永元年、赤松義村の重臣浦上村宗、義村を幽閉ののち暗殺。11月に義晴の元服儀礼のために高国は管領に就任するが、儀式終了後の12月には辞任している（一次史料から確認可能な室町幕府における最後の管領在職）。大永4年（1524年）10月、高国の重臣香西元盛・柳本賢治らが阿波勢の残党を和泉で破る。

### 堺公方の成立と高国の死
大永6年（1526年）7月、高国の従弟で丹波守護の細川尹賢の讒言により、高国が香西元盛を謀殺する事件が発生する。これをきっかけに元盛の兄弟の波多野元清・柳本賢治が阿波の細川晴元・三好元長と連携して丹波で挙兵。高国は細川尹賢を丹波に侵攻させたが敗退した。丹波を平定した波多野元清・柳本賢治らは翌7年（1527年）2月に京に侵攻、高国・尹賢は桂川で迎え撃つが敗れ、将軍義晴を擁して近江坂本に逃亡（桂川原の戦い）。前将軍義稙の養子・足利義維（義澄の子で義晴の弟）を擁する晴元・元長は堺に進出し、京の支配を行った。（堺公方）。享禄元年（1528年）、高国・尹賢は京奪回を試みるが、晴元に敗れる。この敗戦を機に、尹賢は落ち目になった高国を見限り、晴元方に寝返った。享禄3年（1530年）、高国は浦上村宗と連携して京に侵攻するが、翌3月、三好元長の反撃を受けて摂津国中嶋の戦いで大敗。さらに高国は6月の天王寺の戦いで元長に敗れて尼崎に逃走したが、捕らえられ自害した。浦上村宗も天王寺で討死している。

### 晴元と元長の対立
享禄元年（1528年）ごろから晴元陣営内部では、高国方の将軍義晴との和睦を唱える松井宗信・柳本賢治らと、義晴から将軍職を剥奪し、堺公方義維を将軍に就けることを図る三好元長・畠山義堯らとの対立が深まっていた。さらに両者は京都の支配権を巡っても対立していた。翌2年（1529年）、晴元は松井宗信らの意見を採用し、高国を無視して義晴のみと和睦することを決断。これに反発した三好元長は阿波へ帰国したが、晴元側近の可竹軒周聡の反対により和睦は頓挫した。 享禄3年（1530年）、播磨陣中で柳本賢治が死去すると元長が復権し、失脚した松井宗信は摂津に帰国した。
享禄4年（1531年）、大物崩れで細川高国を敗死させ、共通の敵を失った細川晴元陣営の内部分裂が再燃する。木沢長政は畠山義堯の家臣でありながら、主家を飛び越えて晴元からの寵愛を受けていた。元長は長政の勢力伸長を危険視し、長政の主・畠山義堯と結託して対抗する。対する長政は元長と対立する三好一門・三好政長と共謀し、讒言によって晴元と元長の離間に成功した。
享禄5年（1532年）、元長は阿波勢を率いて晴元の家臣柳本甚次郎（賢治の子）を滅ぼしてしまい、晴元と元長の対立は決定的となっていた。晴元の従弟で阿波守護の細川持隆（氏之）が仲介して晴元と元長は一旦和睦するが、天文元年（1532年）6月、晴元は証如や木沢長政と結び、一向一揆に堺の元長を攻めさせる。元長は敗れて自害。晴元は将軍義晴と和睦する。この後、天文の錯乱が勃発する。